# Нахімов Павло Степанович
Павло́ Степа́нович Нахі́мов (рос. Па́вел Степа́нович Нахи́мов, 23 червня (5 липня) 1802, с. Городок, Смоленська губернія — 30 червня (12 липня) 1855, Севастополь) — російський військовий діяч, флотоводець Російської імперії, адмірал (1855), переможець у Синопській битві, один з організаторів та керівників оборони Севастополя у 1854—1855 рр., герой Кримської війни.

## Походження та родинні зв'язки

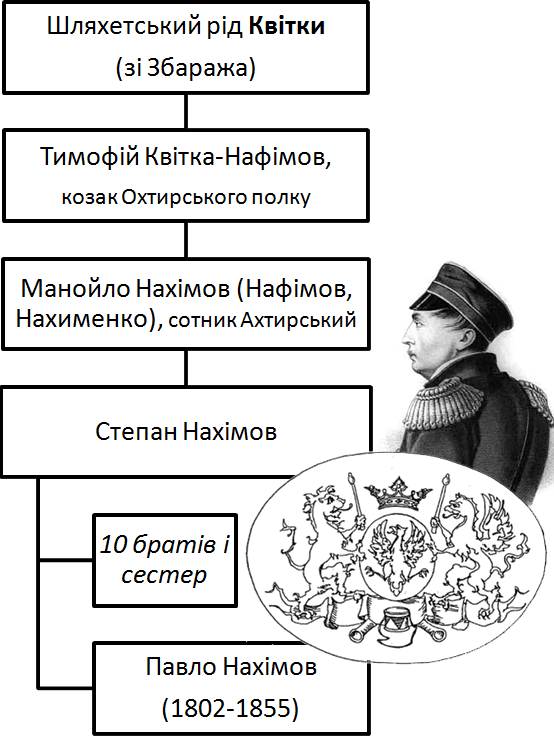
Чоловіча лінія родоводу Павла Нахімова

Народився 23 червня (5 липня) 1802 р. у с. Городок Смоленської губернії в сім'ї небагатого поміщика, секунд-майора Степана Михайловича Нахімова та Федосії Іванівни Нахімової (до шлюбу Козловська). За однією з версій, родина Нахімових походить від українського роду Нахимовських, засновник якого був з найближчого оточення гетьмана Івана Мазепи.
У 1915 році Вадим Модзалевский вивів версію щодо походження слобожанських Нахімових (прямими нащадками яких є Нахімови, що оселилися на Смоленщині) від Андрія Нахименка, який жив у Полтаві у 2-й пол. XVII ст.. Уперше його ім'я зустрічається в документі, датованому січнем 1666 року. Приблизно в 1670 році Андрій Нахименко переселився в Охтирку.
З часів російсько-турецької війни за Північне Причорномор'я в документах фігурує прізвище підпоручика Охтирського полку Тимофія Нахімова. Цілком імовірно, що так було змінене родинне прізвище нащадками Федора Нахімовського, які перейшли на російську службу. Про Тимофія Нахімова в документах зазначено, що він був «з малоросіян».
Енциклопедичний словник Брокгауза і Ефрона, Санкт-Петербург, 1890—1907: «Нахимовы — дворянский род, происходящий от Мануила Тимофеевича Нахимова, сотника малороссийского. Внуком Мануила был сатирик Аким Николаевич Нахимов, а из правнуков Мануила известны: герой Севастополя Павел Степанович и брат его Сергей Степанович (1805—1872), вице-адмирал и член морского генерал-аудиториата. Род Нахимовых внесен в I и II часть родовых книг Смоленской и Харьковской губерний. См. т. II „Русской родословной книги“ кн. Лобанова-Ростовского (изд. 2-е)».
Син охтирського сотника зі Слобожанщини Тимофія Нахімова — козацький старшина першої сотні Охтирського слобідського козацького полку Мануїл Нахімов («Мануйла Тимофеев сын Нахимов 40» (років) — перепис Охтирського полку 1732 року) брав участь у бойових діях проти Османської імперії на стороні Російської імперії, брав участь в походах Б. К. Мініха — Очаківському (1737) та Хотинському (1739), очолював Охтирську митницю, а за хоробрість і мужність отримав від Катерини Другої звання сотника, російське дворянство і землі в Харківській і Смоленській губерніях. В «Економічних примітках на Охтирський повіт за 1785 рік» у володінні Нахімових значиться слобода Білка, хутір високий і 8 пустищ. На початку 70-х років XVIII століття ці землі були розділені між чотирма синами сотника — Семеном, Михайлом, Миколою і Матвієм.
Двоє синів Мануйла Тимофійовича, Семен і Михайло Нахімова, служили в Смоленську. Семен Мануйлович помер бездітним, а Михайло Мануйлович став засновником Смоленської гілки роду Нахімових, поряд з якою продовжувала існувати і Харківська гілка, представником якої був поет-сатирик Яким Нахімов. Михайло Мануйлович мав чотирьох синів, старший з яких, Степан Михайлович, народився в 1754 році, також служив в російській імператорській армії і вийшов у відставку в званні секунд-майора. З восьми (за ін. джерелами — одинадцяти) дітей Степана Михайловича і його дружини Феодосії Іванівни вижило шість: п'ять синів — Микола, Платон, Іван, Павло і Сергій, та дочка Анна (нар. 1787), у шлюбі Воєводська (Тетяна і Євдокія (нар. 1796) померли). П'ятою дитиною в сім'ї був Павло Степанович Нахімов — майбутній адмірал, герой Кримської війни. Хрестили його в селі Спасо-Волженський 27 червня 1802 року, на четвертий день після народження. Хрещеними батьками були Микола Матвійович Нахімов (дядько Павла Степановича)і Анна Степанівна Нахімова (його сестра).
Під час Франко-російської війни 1812 року Степан Михайлович записався добровольцем до Смоленського ополчення, а сім'ю відправив під Харків, до свого двоюрідного брата, поета-сатирика Якима Миколайовича Нахімова. У грудні 1812 Павло Степанович з матір'ю і братами переїхав в маєток Якима Миколайовича, в село Шийчине, Богодухівського повіту, Харківської губернії. Навесні 1813 року сім'я Степана Михайловича повернулася в село Городок.
Усі брати Нахімови — Микола (1789—1850), Платон (1790—1852), Іван (1801—1834), Павло (1802—1855) і Сергій (1805—1872) виховувалися в морському кадетському корпусі і служили у флоті. Один з них — Платон Степанович Нахімов — капітан II рангу, доглядач Шереметьєвської лікарні у Москві.
Нахімови мали родинні зв'язки з іншими відомими прізвищами. Серед них — Кавеліни, Брюллови, Дарагани, Зайончковські та інші.

## Навчання та початок службової кар'єри
У 1815 р. був зарахований до Морського кадетського корпусу, де навчався на одному курсі з В. І. Далем, М. О. Бестужевим, Д. І. Завалішиним та М. Ф. Рейнеке, який став його найближчим приятелем.
У 1818 р. отримав чин мічмана; почав службу на Балтійському флоті. У 1822—1825 рр. як вахтовий начальник здійснив навколосвітнє плавання на 36-гарматному фрегаті «Крейсер», яким командував М. П. Лазарєв.
Під час плавання виявив виключну хоробрість, намагаючись врятувати матроса, якого вітром викинуло за борт. Катер, яким командував Нахімов, через штормові умови не зміг наблизитися до потопаючого, а через короткий час втратив корабель із зони видимості. На кораблі вирішили, що рятувальники також потонули, але один з матросів помітив катер з салінґа. У наступну мить після того, як рятувальну команду було піднято на борт, катер був розбитий штормовою хвилею. Матрос, який помітив катер, щорічно отримував від Нахімова грошову винагороду.
Після трирічного плавання служив на кораблях Балтійського флоту. В цей період в Архангельську будувалися кораблі «Азов» та «Ієзекіїль». Командиром «Азова» був призначений М. П. Лазарєв, який запросив до себе у помічники знайомих йому моряків, серед яких був і Нахімов. 74-гарматний лінійний корабель «Азов» був відправлений у Середземне море з метою об'єднання з англійською та французькою ескадрами для спільних бойових дій проти османського флоту.
Вихований жорсткою школою М. П. Лазарєва, надзвичайно вимогливий у службі до себе та інших, Нахімов мав єдине відоме в історіографії службове стягнення, накладене Д. М. Сенявіним. Згідно з наказом від 29 липня 1827 р. капітан-лейтенант Кулигін, лейтенант Нахімов і мічман Розенберг отримали три доби арешту за надто суворе поводження з матросами під час корабельних робіт.
Ставши старшим офіцером, незмінно звертав увагу підлеглих на людяне ставлення до матросів; його методом виховання стали невпинна праця і власний приклад.
Час уже нам припинити вважати матроса кріпаком, а себе самих поміщиками в мундирах.

## Наваринська битва
Бойове хрещення прийняв у 1827 р.кораблі «Азов» у Наваринській битві. Командував артилерією на баку. Коли командира шканечної батареї лейтенанта І. П. Бутенєва було поранено, Нахімов взяв на себе командування двома батареями. Двічі протягом бою вдало організовував гасіння пожеж.
За хоробрість отримав Георгіївський хрест і чин капітан-лейтенанта.
Наваринську битву Нахімов описав у листі до М. Ф. Рейнеке.
О 3 годині ми поклали якір у визначеному місці й повернулися шпрингом вздовж борту лінійного корабля супротивника та двохдекового фрегату під османським адміральським прапором й ще одного фрегату… О любий друже! Здавалося, пекло розкрилося перед нами! Не було місця, куди б не сипалися кніпелі, ядра і картеч. І якби турки не били нас дуже багато по рангоуту, а били все у корпус, то я сміливо впевнений, що у нас не залишилося б половини команди. Треба було битися з особливою мужністю, щоб витримати цей вогонь і розбити супротивників, що стояли вздовж правого нашого борту (у чому нам віддають справедливість наші союзники)… Більш кровопролитної й більш згубної, ніж ця битва, навряд чи бачив колись флот. Самі англійці визнають, що ані при Абукірі, ані при Трафальгарі нічого подібного не бачили.

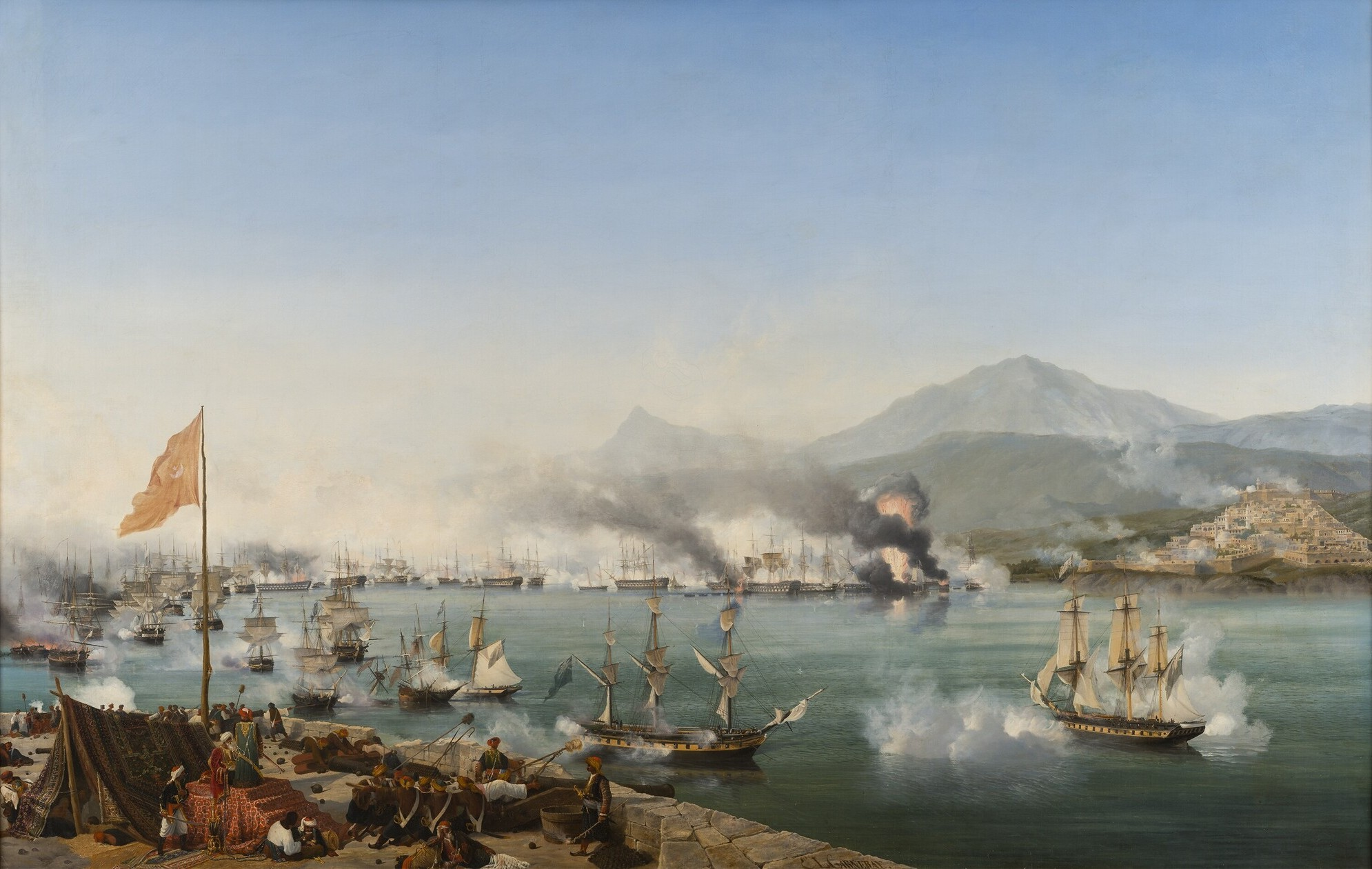
А. Л. Гарнері. Наваринська битва

Після Наваринської битви отримав під командування свій перший корабель — призовий корвет «Наварин».
У наваринській битві він отримав за хоробрість георгіївський хрест і чин капітан-лейтенанта. … Невдовзі після битви я бачив Нахімова командиром призового корвета «Наварин», озброєного ним на Мальті з усілякою морською розкішшю та ошатністю, на подив англійців, знавців морської справи. В очах наших… він був працівник невтомний. Я твердо пам'ятаю спільний тоді голос, що Павло Степанович служить 24 години на добу. Ніколи товариші не нарікали на його бажання вислужитися, а вірили у його покликання і відданість самій справі. Підлеглі його завжди бачили, що він працює більше за них, а тому виконували тяжку роботу без нарікань та з упевненістю, що у всьому, що належить їм, або у чому можна зробити полегшення, командиром не буде забуте.

## Служба на Чорноморському флоті

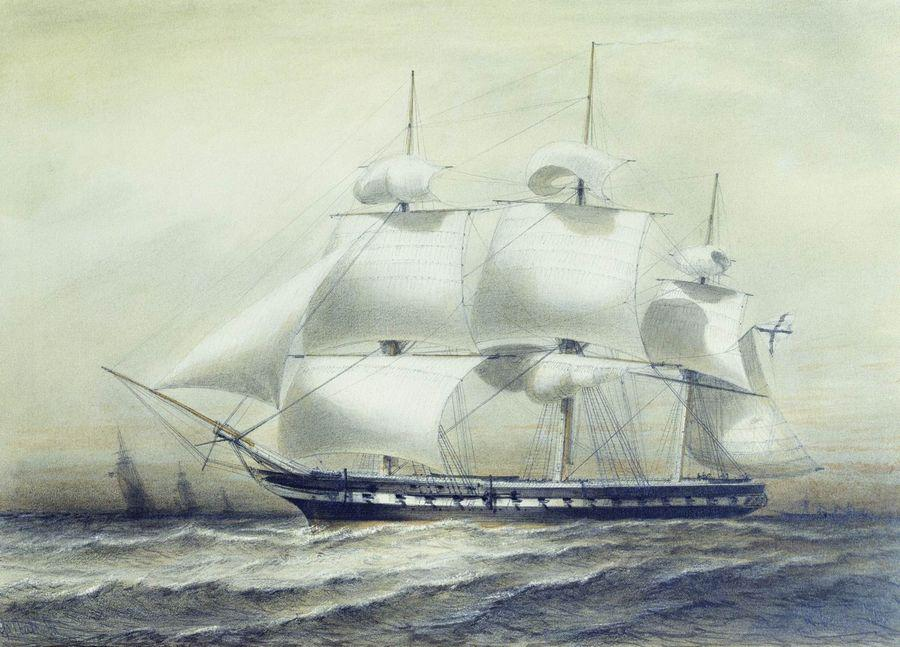
О. Боголюбов. Фрегат «Паллада» (1847)

Після зняття блокади Дарданелл був переведений на Балтику, де 1832 р. став командиром фрегата «Паллада».
З 1834  р. розпочав службу на Чорному морі.
У серпні 1834 р. отримав чин капітана II рангу, а у грудні — капітана І рангу.

У 1836 р. був призначений командиром 84-гарматного лінійного корабля «Сілістрія», який будувався під його безпосереднім керівництвом на Миколаївській Адміралтейській верфі. «Сілістрія» під командуванням П. С. Нахімова стала зразковим кораблем так само, як лінійний корабель «Дванадцять Апостолів», яким командував В. О. Корнілов.
Кампанії 1849—1852 років ясно показали ту різницю між Нахімовим і Корніловим, яку помічало уважне око ще під час їхнього командування кораблями. Кожний з них вчив офіцерів і нижніх чинів за своєю методою, проте обидва вони турбувалися про свої команди і довели свої кораблі до досконалості, так що у 1845 році неупереджений поціновувач не знав, кого обрати: «Сілістрію», чи «Дванадцять Апостолів»…
У 1838–1839 рр. у зв'язку із тяжкою хоробою, отримав довгострокову відпуску і був змушений проходити лікування за кордоном.
У 1840 р. брав участь у десантних операціях проти загонів Шаміля у Туапсе і Псезуапі на східному узбережжі Чорного моря.
У квітні 1842 р. за сумлінну службу був нагороджений орденом Св. Володимира 3 ст.
Керував підйомом кораблів, що загинули у Цемеській бухті під час Новоросійської бори. При роботах із затонулим тендером «Струя» винайшов спосіб підйому судна без попереднього демонтажу його корпуса.
Випрацював власну педагогічну систему, яка дозволяла досягти високих результатів у службі офіцерів і нижніх чинів шляхом виховання взаємоповаги.
Павло Степанович ніколи не говорив порядному молодому чоловіку: будьте таким, як я, а не таким, як ви; навпаки, він казав: у мені от що було погане, я б бажав, щоб у вас не було, і не показував, що він знає свого співбесідника наскрізь, з усіма добрими та поганими якостями.

Будівля Морської бібліотеки та Вежа Вітрів у Севастополі. Перша пол. XIX ст.

Наголошував на необхідності пошуку індивідуального підходу до матросів.
Страх часом хороша справа, але погодьтеся, що неприродна річ кілька років поспіль працювати заради страху… необхідним є заохочення співчуттям; потрібна любов до своєї справи, тоді з нашим хвацьким народом можна такі справи робити, що диво та й годі.
Разом з В. О. Корніловим зробив значний внесок у формування Севастопольської морської бібліотеки. З 1843 р. і до смерті очолював комітет її директорів. За цей час фонд бібліотеки зріс з 3 до 16 тисяч одиниць, а видача сягнула 30 тисяч томів на рік.
У липні 1844 р. в ході Кавказької війни ескадра під командуванням Нахімова надавала допомогу гарнізону Головінського форту на Північному Кавказі у відбитті нападу горців.
У 1845 р. отримав чин контр-адмірала і був призначений командиром 1 бригади 4 флотської дивізії Чорноморського флоту.
За успіхи у бойовій підготовці екіпажів нагороджений орденом св. Анни 1 ст.
Від березня 1852 р.  командував 5 флотською дивізією. У жовтні того ж року отримав чин віце-адмірала.
У вересні 1853 р. як командир 1 Чорноморської ескадри здійснював крейсування біля берегів Малої Азії.

## Синопська битва

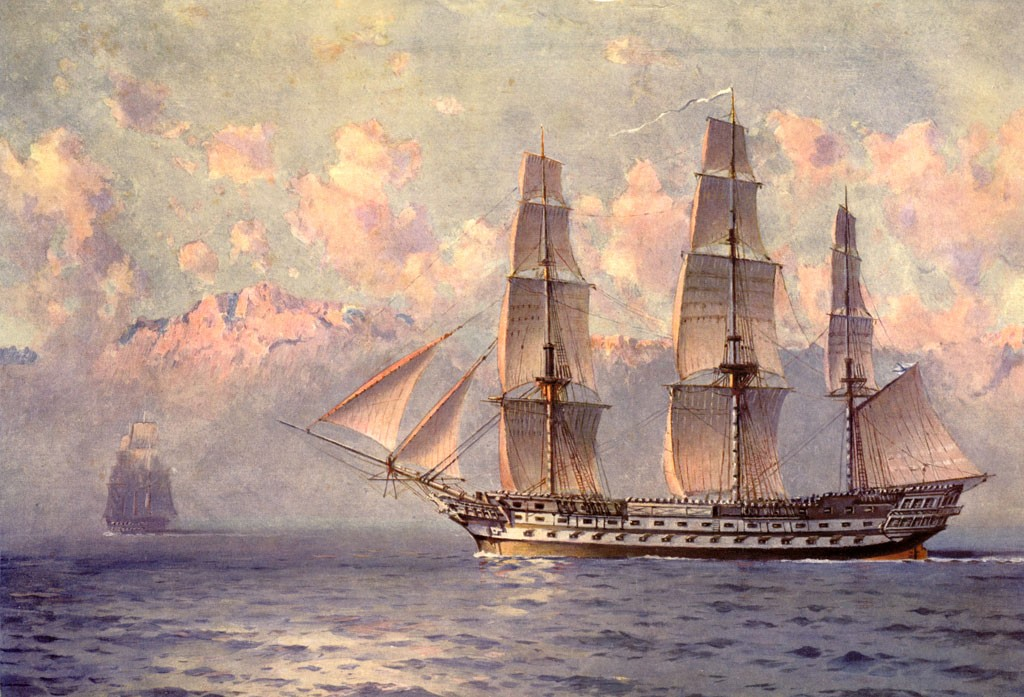
А. В. Ганзен. Лінійний корабель «Імператриця Марія» під вітрилами

18 (30) листопада 1853 р., з початком Кримської війни, Нахімов, командуючи ескадрою, знайшов і знищив османський флот у Синопській бухті. Прапор Нахімова у цій битві знаходився на лінійному кораблі «Імператриця Марія», який ввійшов на рейд Синопу на чолі правої колони, підпалив два османські фрегати і придушив берегову батарею № 5.
Після Синопської битви ім'я Нахімова набуло легендарного значення. Саме у цей період його підлеглі матроси-українці склали про нього пісню, декілька рядків з якої збереглися у мемуарній літературі.
| Ліві лапки | Хвала тобі, Руськой землі Нахименко хвацький, Що потопив і попалив Байдаки султанські! | Праві лапки |

Усвідомлюючи роль Синопської битви у подальших подіях, сам Нахімов вважав свою перемогу нещасливою.
 Павло Степанович не любив розповідати про Синопську битву, по-перше, через природну скромність, і по-друге, тому, що він вважав, що ця морська перемога примусить англійців ужити всі зусилля, щоб знищити Чорноморський флот, що він мимоволі став причиною, яка пришвидшила напад союзників на Севастополь.
У грудні 1853 р. призначений командувачем ескадрою, що захищала севастопольський рейд. Керував формуванням батальйонів з берегових і корабельних команд.

## Оборона Севастополя
2 вересня 1854 р. вступив у командування кораблями, що стояли на рейді Севастопольської бухти.
7 вересня 1854 р. був призначений на випадок відсутності В. О. Корнілова головнокомандувачем флоту і морських батальйонів. Прийняв командування укріпленнями Південної сторони міста. Розвинув активну діяльність зі зміцнення боєготовності особового складу на кораблях й на берегових батареях, укріплення морських підступів до Севастополя. Під його керівництвом було збудовано декілька берегових батарей, затемнено маяки, організовано службу спостереження за супротивником.
З початку оборони став першим помічником В. О. Корнілова з її організації, переведення моряків на берег, формування морських батальйонів, створення резервів. Видатним досягненням Нахімова була зразкова організація вогневої підтримки дій сухопутних військ кораблями. Перевазі супротивника у калібрах протиставив нову систему артилерійського вогню: попередження супротивника у відкритті вогню, знищення його батарей вогнем від ближньої до віддаленої вогневої позицій, ведення перехресного вогню.
Під час першого бомбардування Севастополя 5 жовтня 1854 р. англо-французький флот, що мав 12-разову перевагу і випустив зі своїх гармат 50 тисяч снарядів, не зміг придушити берегову оборону Севастополя. У цьому була значна заслуга організаційних зусиль Нахімова. Того дня був смертельно поранений В. О. Корнілов, після загибелі якого усю відповідальність з організації оборони практично було покладено на Нахімова.
30 листопада 1854 р. прийняв на себе обов'язки помічника начальника Севастопольського гарнізона, хоча офіційно був затверджений на цій посаді лише 1 лютого 1855 р.
13 січня 1855 р. за заслуги при обороні Севастополя був нагороджений орденом Білого орла. У березні того ж року отримав чин повного адмірала.
Приділяв постійну увагу взаємодії армії і флоту, максимально ефективному застосуванню артилерії, побудові укріплень та інженерних споруд, забезпеченню захисників міста. Часто особисто керував бойовими діями безпосередньо на передовій лінії оборони. 5 жовтня 1854 р. при першому бомбардуванні Севастополя, був поранений у голову. 26 травня 1855 р. під час штурму Камчатського люнету отримав контузію. 6 червня 1855 р. під час загального штурму Севастополя військами союзників керував захистом Корабельної сторони і у ключовий момент бою підняв моряків та піхоту у штикову контратаку.
Я тільки тим і на ногах тримаюся, що завжди зайнятий… Адже варто лише оголосити зараз кінець воєнним діям, завтра я одразу звалюся від гарячки!… Тільки розпусти віжжі і кінець!.. Тоді вже мене все одно вилікувати не можна буде! Повний адмірал — це вже хвороба цілковито невиліковна…
Після загибелі В. І. Істоміна залишився фактично єдиним керівником оборони. Його називали «хазяїном Севастополя». Про його виключну хоробрість і зневагу до смерті складалися легенди, тому його поява на батареях незмінно супроводжувалася голосним і захопленим «Ура!»
На відміну від багатьох офіцерів, які ходили по батареях у сірих шинелях та без еполет, Нахімов не знімав еполети, і на зауваження з боку підлеглих, що, мовляв, цим він звертає на себе надмірну увагу супротивника та наражається на зайву небезпеку, відповідав:
 Ходжу ж я по батареях у сюртуку й еполетах через те, що мені здається, морський офіцер має бути до останньої миті пристойно вдягнений, та і якось це додає мені більшого впливу не лише на наших, але й на солдат.
Нахімовські еполети оспівані, здається, усіма мемуристами. Вони вражали усіх, кому доводилося їх побачити, бо залишалися єдиними «товстими» еполетами у Севастополі, що носилися, як слід: на форменому сюртуку, а формений сюртук носився на плечах. Усі інші генеральські й адміральські еполети, шиті золотом і з крученою бахрамою, сяяли або під шинеллю, або взагалі були спороті від гріха подалі. На сонці золото еполет блищало за версту — на цей блиск полювали не лише штуцерні стрільці, але й найкращі комендори. Нахімова не раз буквально благали спороти або прикрити його знамениті еполети, що притягали до нього у десять разів більшу небезпеку. Він залишав ці благання без уваги, цінуючи в еполетах саме те, про що вони повідомляли всім і всьому: «От і я, Нахімов!» Як символ його високого чину і високого службового положення, еполети Нахімова не турбували: бувши повним адміралом, Нахімов продовжував носити контр-адміральські знаки відміни. У сюртуку з еполетами адмірал навіть спав, якщо вночі очікували тривогу. Протягом усієї оборони він не дозволив собі розкоші роздягнутися на ніч, щоб під час тривоги не втрачати зайвих секунд на збори. Але натільна білизна мінялася часто, а комірці його сорочок, «ліселі», завжди були свіжі, немов щойно вибілена парусина.

## Поранення і смерть

В. Ф. Тімм, за малюнком М. В. Берґа. П. С. Нахімов на смертному одрі

28 червня (10 липня) 1855 р. о 12 годині дня відвідавши 3-й бастіон та оглянувши його батареї, Нахімов поїхав на Малахов курган. Прибувши на Корніловський бастіон, пройшов один на гласісну батарею і став через бруствер оглядати у підзорну трубу позиції супротивника. Декілька куль вдарилися обабіч. Нахімов вимовив: «Вони сьогодні досить влучно стріляють» і у наступну мить був смертельно поранений штуцерною кулею, яка пройшла вище скроні над лівим оком, пробила череп і зачепила мозок.
Помер, не приходячи до тями, 30 червня (12 липня) 1855 р.
Із загибеллю Нахімова захисники Севастополя втратили свого фактичного очільника, що значно погіршило їх моральний стан. За свідоцтвами сучасників, у мить, коли труну з тілом адмірала опускали у могилу, ридання севастопольців, що прийшли провести його в останній шлях, здавалося, перекрили гуркіт канонади.
 Тепер у нас на флоті немає нікого, хто б міг замінити Павла Степановича. Вже і не кажу про те, що таких добрих та благородних людей, як він, тяжко знайти на всьому білому світі… Сумно, друзі мої, втратити таку людину, як Павло Степанович; чи повірите, що при одній думці про це сльози набігають на очі.
Під час прощання з П. С. Нахімовим його труна була накрита прапором з корабля «Імператриця Марія», пробитим у Синопській битві.

## Доля поховання

В. Ф. Тімм. Могила адміралів М. П. Лазарєва, П. С. Нахімова, віце-Адмірала В. О. Корнілова і Контр-Адмірала В. І. Істоміна у склепі недобудованого Володимирського собору в Севастополі

Похований у крипті недобудованого Володимирського собору, де перед тим було поховано М. П. Лазарева, В. О. Корнілова та В. І. Істоміна.
Над похованням адміралів неодноразово чинилася наруга. Перший раз це сталося після зайняття Севастополя військами союзників восени 1855 р., коли склеп було зламано, з мундирів адміралів було зрізано еполети та ґудзики, зірвано ордени. Вдруге склеп було спаплюжено у 1931 р. радянською владою, коли рештки адміралів було змішано з будівельним сміттям. Крипту було перетворено на сміттєзвалище. У 1991 р. рештки адміралів були ексгумовані та перевезені для дослідження у Санкт-Петербург. На початку 1992 р. їх було повернено у Севастополь. 29 лютого 1992 р. відбулося їх урочисте перепоховання у крипті Володимирського собору.

## Нагороди
- 1825 — орден Святого Володимира 4-го ступеня. За плавання на фрегаті «Крейсер».
- 1827 — орден Святого Георгія 4-го ступеня. За мужність, проявлену в Наваринській битві.
- 1827 — орден Лазні (Велика Британія)
- 1827 — орден Св. Спасителя (Греція)
- 1830 — орден Святої Анни 2-го ступеня.
- 1837 — орден Святої Анни 4-го ступеня з імператорською короною.
- 1842 — орден Святого Володимира 3-го ступеня. За відмінну службу.
- 1846 — відзнака бездоганної служби за XXV років.
- 1847 — орден Святого Станіслава 1-го ступеня.
- 1849 — орден Святої Анни 1-го ступеня.
- 1851 — орден Святої Анни 1-го ступеня з імператорською короною.
- 1853 — орден Святого Володимира 2-го ступеня.
- 1853 — орден Святого Георгія 2-го ступеня. За перемогу при Синопі.
- 1855 — орден Білого орла.

## Вшанування пам'яті

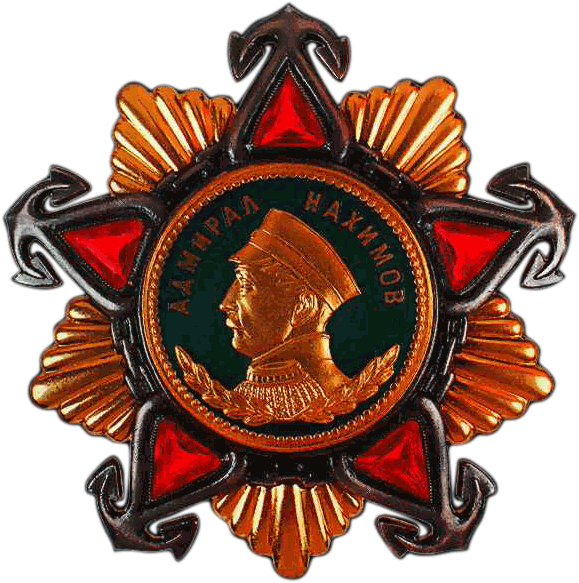
Орден Нахімова 1-го ступеня (СРСР)

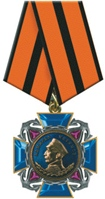
Орден Нахімова (Російська Федерація)

Севастополь. Малахов курган. Пам'ятний знак на місці смертельного поранення П. С. Нахімова

Севастополь. Пам'ятник П. С. Нахімову

Нагороди
У березні 1944 р. був затверджений орден Нахімова 1 та 2 ступенів і медаль Нахімова.
Указом Президії Верховної Ради Російської Федерації від 2 березня 1992 р. у системі нагород Російської Федерації було збережено ряд військових нагород СРСР, зокрема, орден Нахімова.
Пам'ятники
Місце смертельного поранення Нахімова відмічено пам'ятним знаком.
У 1959 р. в Севастополі споруджений пам'ятник адміралу Нахімову, скульптор — М. В. Томський (бронза, граніт). Його встановлено на місці пам'ятника роботи І. М. Шредера і О. О. Більдерлінґа, який було знищено у 1928 р. відповідно до декрету Радянської влади «Про зняття пам'ятників царям і їх слугам».

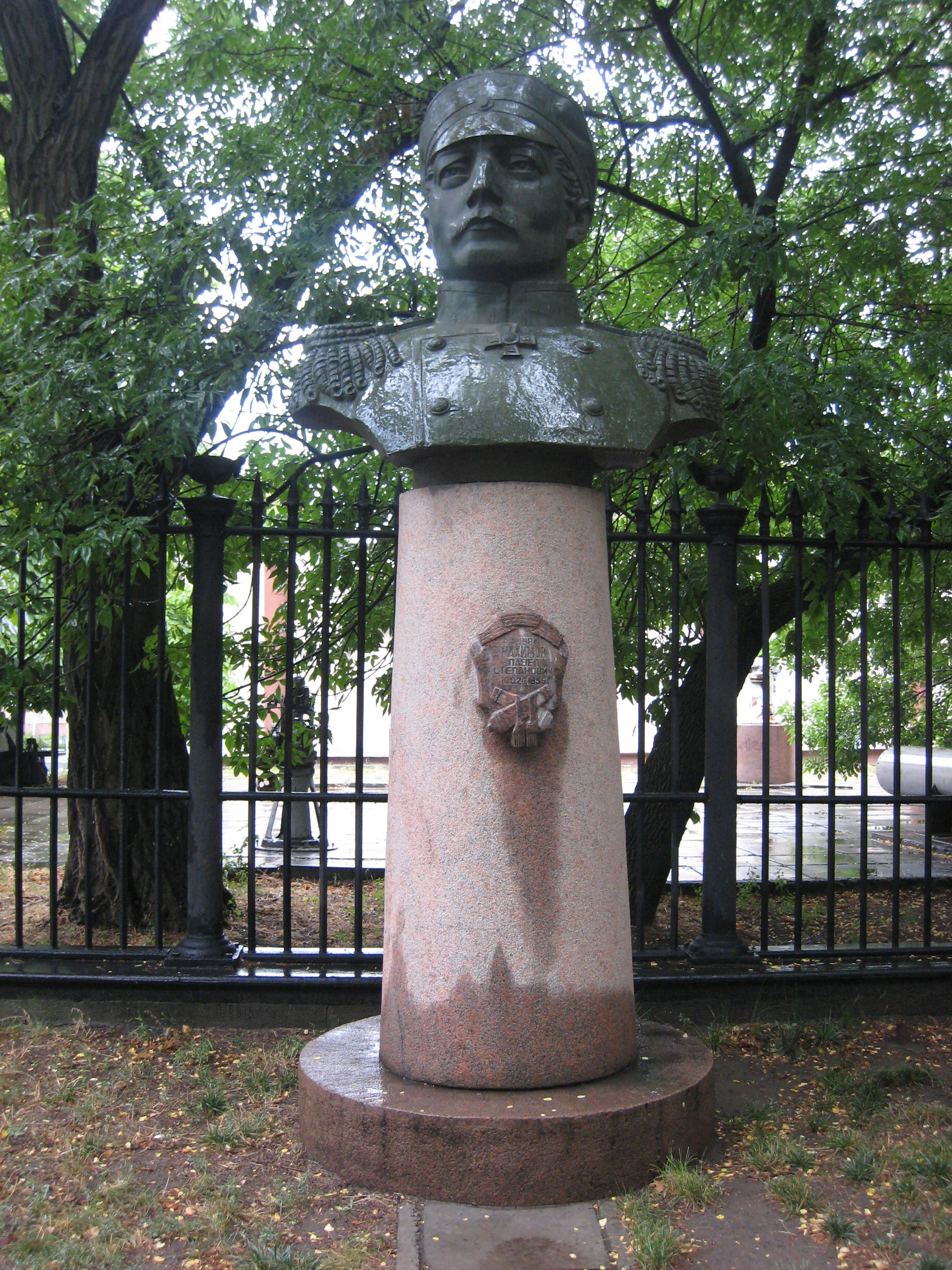
Погруддя П. С. Нахімова біля Миколаївського музею суднобудування і флоту

У Миколаєві біля Миколаївського музею суднобудування і флоту встановлено погруддя П. С. Нахімова.
5 липня 2012 р., з нагоди 210-річчя від дня народження П. С. Нахімова, було відкрито пам'ятник йому у Санкт-Петербурзі.
Навчальні заклади
В СРСР було створено Нахімовські воєнно-морські училища, що готували майбутніх курсантів вищих воєнно-морських навчальних закладів. Училища діяли у Ленінграді, Ризі, Тбілісі.
У 2009 р. у Севастополі було сформовано Академію Військово-морських сил імені П. С. Нахімова з утворенням в її складі Військово-морського коледжу старшинського складу шляхом реорганізації Севастопольського військово-морського ордена Червоної Зірки інституту імені П. С. Нахімова (з 25 липня 1992 до 13 травня 2009 — Севастопольський військово-морський інститут (СВМІ), який був сформований на фондах Чорноморського вищого військово-морського ордена Червоної Зірки училища імені П. С. Нахімова (ЧВВМУ) та Севастопольського вищого військово-морського інженерного училища).
Кораблі та судна
«Нахімов» — російський вантажний пароплав (затонув 1897).
«Адмірал Нахімов» — російський броненосний крейсер (загинув у Цусімськый битві 1905).
«Червона Україна» — колишній «Адмірал Нахімов», легкий крейсер типу «Світлана» (загинув 13 листопада 1941 року в Севастополі).
«Адмірал Нахімов» — радянський крейсер класу «Свердлов» (злам 1961).
«Адмірал Нахімов» — колишній «Берлін III», радянське пасажирське судно (затонуло 31 серпня 1986 р.).
«Адмірал Нахімов» — радянський великий протичовновий корабель (злам 1991).
«Адмірал Нахімов» — колишній «Калінін», атомний ракетний крейсер проекту 1144 (на модернізації).
Географія
Озеро Нахімовське у Виборзькому районі Ленінградської обл. Російської Федерації.

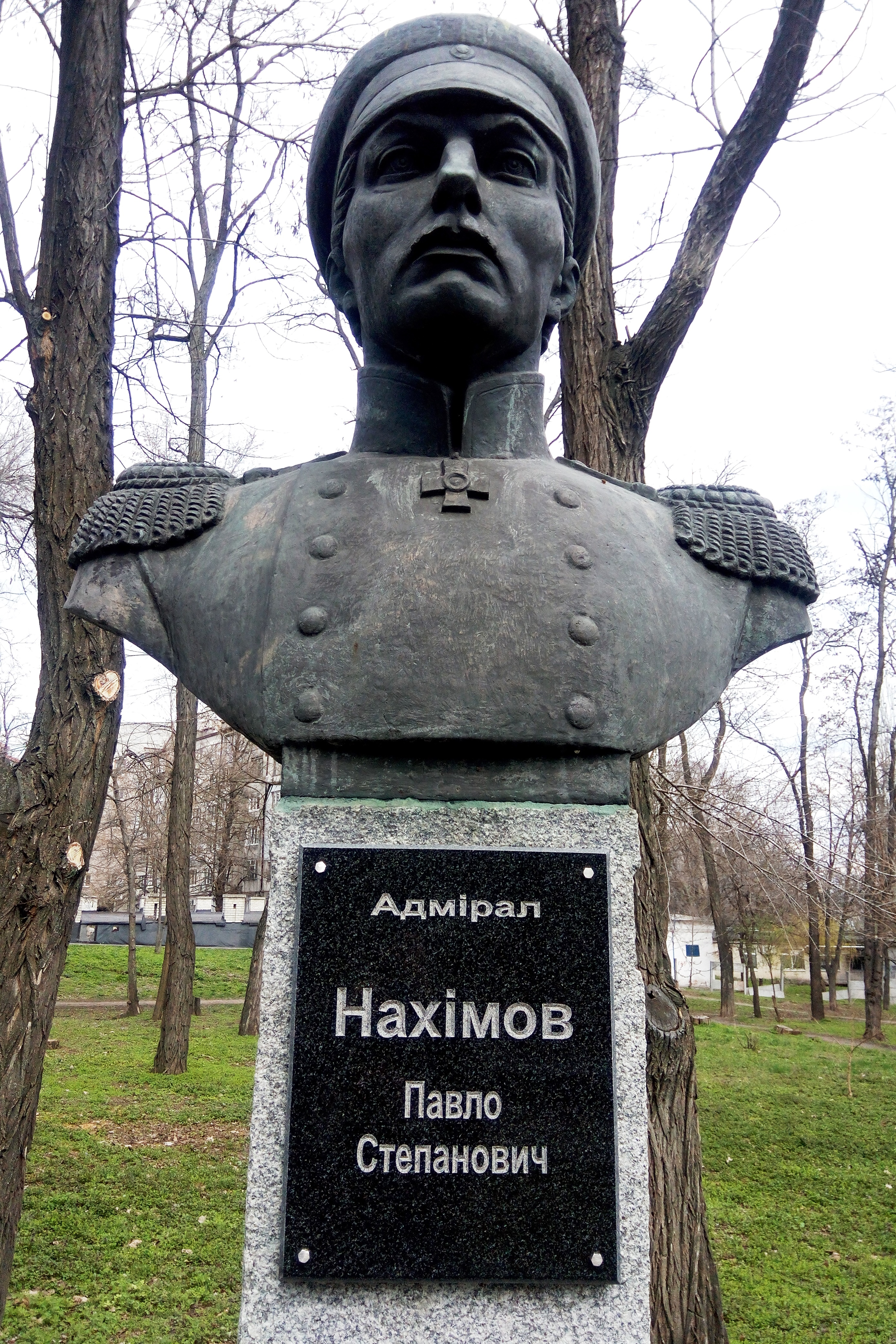
Погруддя П. С. Нахімова на алеї Севастопольського парку в Дніпрі

Село Нахімовське у Смоленській обл. Російської Федерації (до 1952 р. — Волочьок). Перейменоване у рамках святкування 150-річчя від дня народження Нахімова.
Музеї
Молодіжний центр-музей імені Адмірала Нахімова в Смоленську
Музей ім. Нахімова у садибі Хмеліта, Смоленська область. До складу садиби входить мала батьківщина Нахімова — с. Городок, а також Спас-Волжинський цвинтар із храмом, у якому він був охрещений.
У Севастополі особисті речі Нахімова та ряд інших експонатів, пов'язаних з ним, зберігаються у Військово-історичному музеї Чорноморського флоту, панорамі «Оборона Севастополя 1854—1855 років» і у музеї на Малаховому кургані.
У нумізматиці
У 1992 р. ЦБ РФ випустив мідно-нікелеву монету номіналом 1 рубль, присвячену 190-річчю від дня народження П. С. Нахімова.
У 2002 р. ЦБ РФ випустив срібну монету (Ag 900) номіналом 3 рублі, присвячену 200-річчю від дня народження П. С. Нахімова.
У філателії

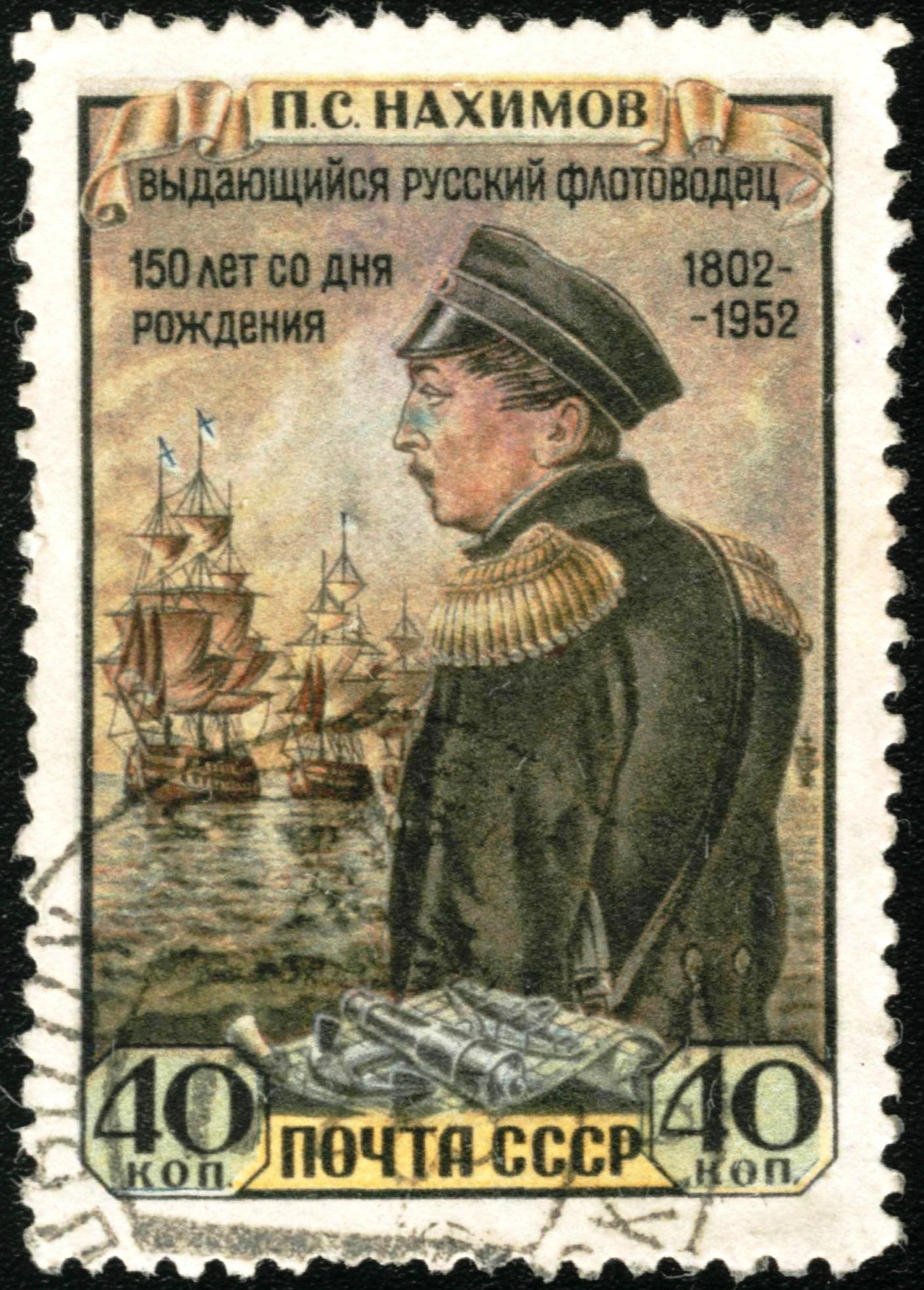
Поштова марка СРСР 1952 рік: 150 років від дня народження
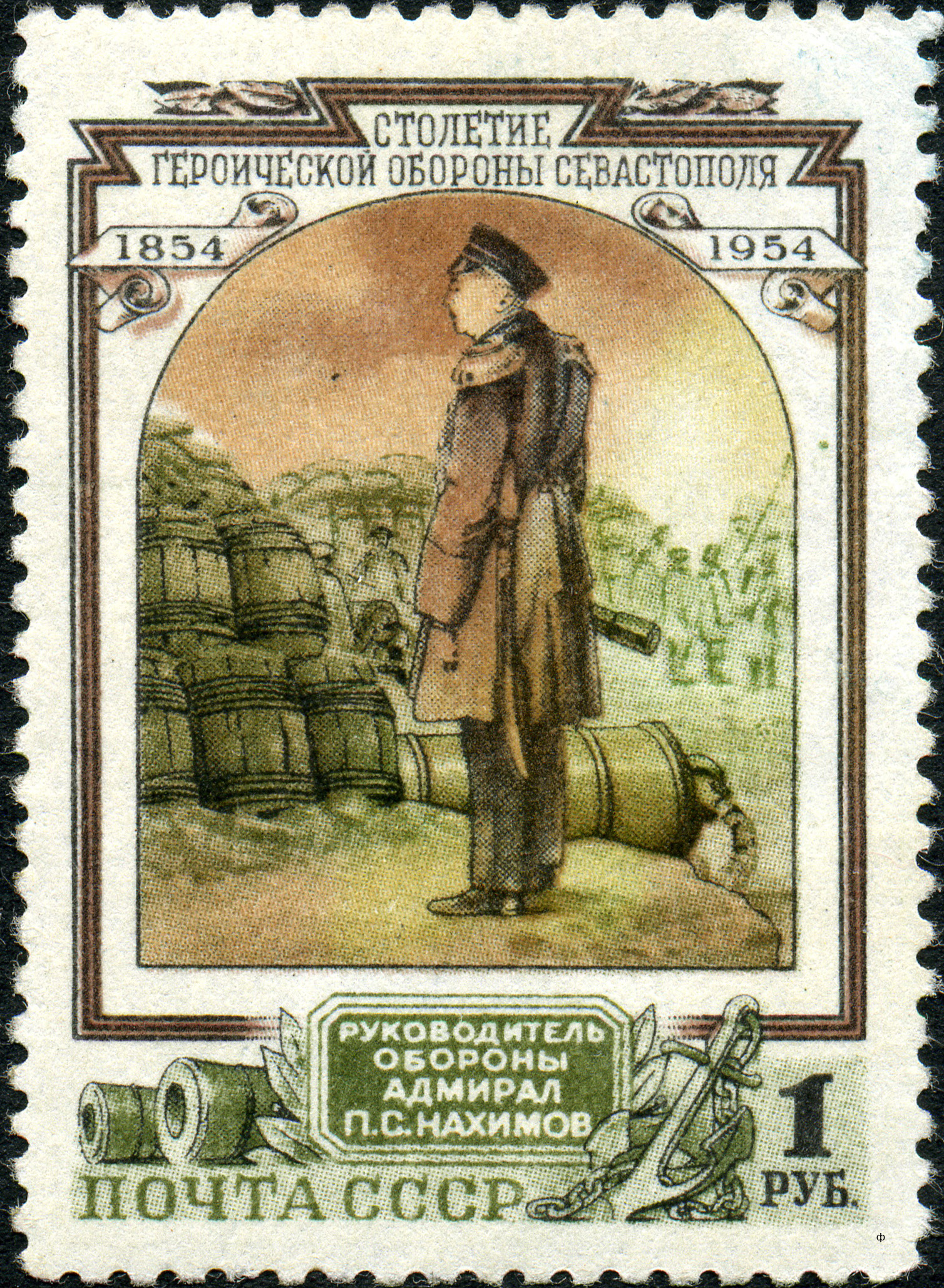
Поштова марка СРСР, 1954 рік: 100 років початку оборони Севастополя
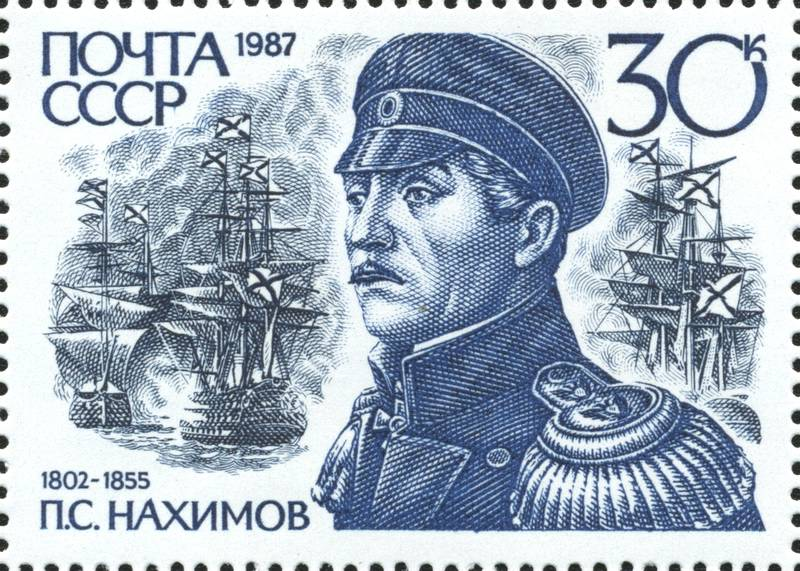
Поштова марка СРСР, 1987 рік: 160 років Наваринській битві
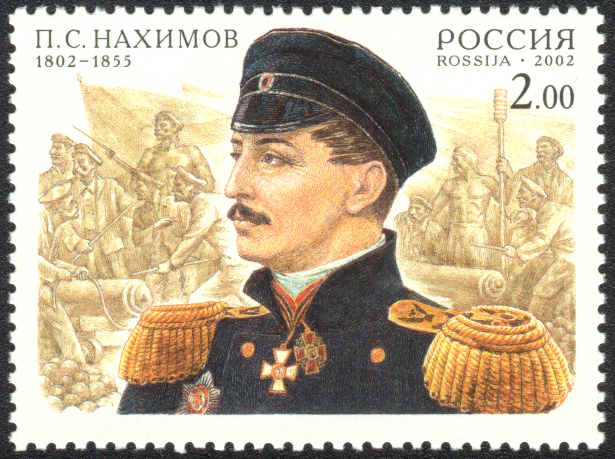
Поштова марка Російської Федерації, 2002 рік: 200 років від дня народження
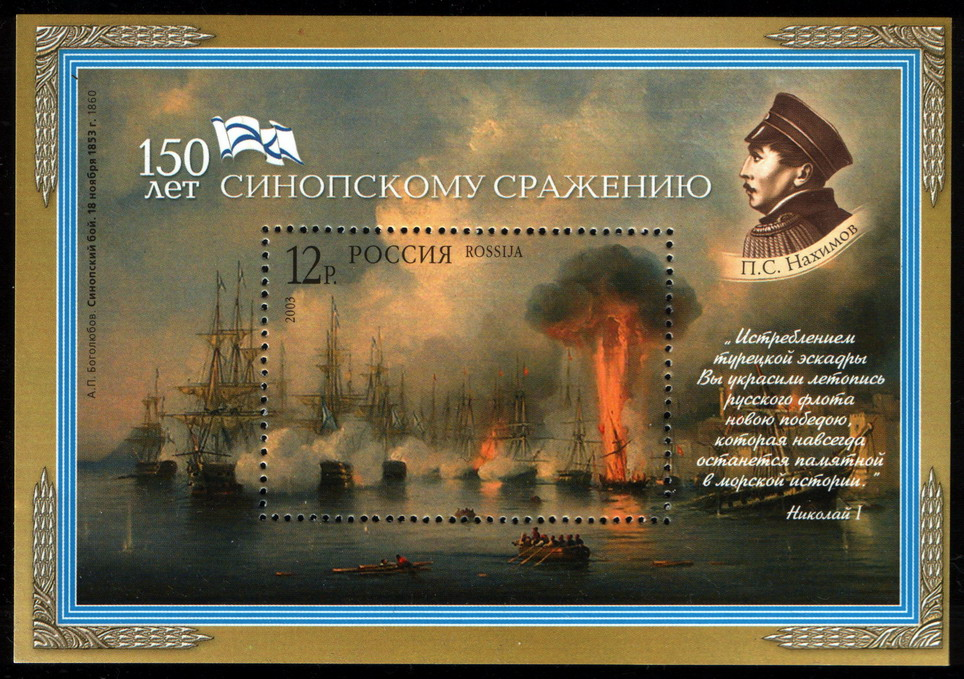
Поштовий блок Росії, 2003 рік: 150 років Синопській битві

У мистецтві

В. Ф. Тімм. П. С. Нахімов на бастіоні. 1855 р.

Існує єдиний прижиттєвий портрет Нахімова роботи В. Ф. Тімма. Оскільки Нахімов категорично відмовився позувати, художник був вимушений робити замальовки, підстерігши його під час молитви у церкві. Тімм не мав можливості обрати зручну для себе позицію; це пояснює той факт, що портрет профільний. Користуючись цим портретом, згодом Тімм зобразив Нахімова на повний зріст на бастіоні. Коли літографія, виконана за замальовками, була готова, художник відіслав її відбиток Нахімову, який відреагував фразою «Ну, це розбій!» і негайно відіслав портрет назад.
Усі інші портрети Нахімова, у тому числі скульптурні, було зроблено на підставі замальовок Тімма.
Див. також: Панорама «Оборона Севастополя 1854—1855 років»
Ще за життя та у перші роки після загибелі Нахімов став героєм народних пісень, зокрема, «Хвала тобі, Руськой землі», «Где вы, соколы белые», «Адмирал Нахимов в Севастополе» та ін. Пізніше виник величезний масив прозаїчних та поетичних творів, у яких його образ нерідко набував епічних рис.
У 1911 р. режисери О. Ханжонков і В. Гончаров зняли перший російський повнометражний фільм «Оборона Севастополя», у якому образ Нахімова втілив актор А. Громов.
У 1946 р. режисер В. Пудовкін зняв художній фільм «Адмірал Нахімов» з О. Диким у головній ролі.

## Цитати
- Ви — чорноморський моряк. Вам зміни нема і не буде.
- Навіщо мічману жалування? Хіба лише для того, щоб краще пофарбувати і обробити ввірену йому шлюпку, або при вдалих шлюпкових перегонах дати веслярам по чарці горілки.
- Час уже нам припинити вважати матроса кріпаком, а себе самих поміщиками в мундирах.
- Одружений офіцер — не служака.
- Не бійся падати, вниз впадеш, а не вгору! (До матросів, що боялися висоти і надто обережно пересувалися по рангоуту).
- Якщо цей пан хотів зробити мені задоволення, то вже краще б надіслав кілька сотень відер капусти для моїх матросів. (Про поета, що прислав Нахімову оду на Синопську битву).
- Уб'ють вас, уб'ють мене, це нічого, а от коли вб'ють Тотлебена або Хрульова, це буде недобре. (Відповідь барону Остен-Сакену на зауваження, що Нахімов ходить по бастіонах в еполетах і його легко можуть вбити).
- Я — Нахімов і по нетрях не ходжу. Будьте ласкаві йти по стінці! (Нахімов вимагав вести себе прямо по стінці 4-го бастіону — під вогнем, а не за батареями, де було безпечно).
- Як їдеш на бастіон, то веселіше дихаєш.
- Ех, боже мій, що за дурниця! (Останні слова Нахімова)